# Juan Carlos Urango
Juan Carlos Urango Ospina (Valencia, Córdoba, 13 de febrero de 1968) es un escritor, editor literario, lingüista, profesor, investigador y guionista colombiano.

## Formación académica
Urango es Profesional en Lingüística y Literatura, egresado de la Universidad de Cartagena, especialista en Docencia Universitaria (Universidad Iberoamericana - IAFIC); cursó estudios de maestría en Creación de Guiones Audiovisuales en la Universidad Internacional de La Rioja, y de doctorado en Análisis del Discurso y sus Aplicaciones en la Universidad de Salamanca (España).

## Trayectoria
Urango es docente de tiempo completo y se desempeñó como director del Programa de Lingüística y Literatura adscrito a la Facultad Ciencias Humanas de la Universidad de Cartagena, es miembro del Consejo editorial de la revista electrónica Visitas al Patio, director del programa radial Música del Patio (UdC Radio), revisor de estilo de la Editorial Universitaria de la Universidad de Cartagena, así mismo fue editor de la revista Unicarta y Jefe de Publicaciones de la Universidad Tecnológica de Bolívar, entre otros.
En 2006 obtuvo el primer lugar en la cuarta convocatoria de premios culturales, en la categoría de poesía, organizado por el Instituto de Patrimonio y Cultura de Cartagena (IPCC) con el libro "Fragmentos de una ciudad que empieza a dormir". Urango recibió Mención de Honor en el "IV concurso Hispanoamericano de ensayos René Uribe Ferrer" que se llevó a cabo en el marco del XIII Congreso de la Asociación de Academias de la Lengua Española en Medellín, como actividad previa a la celebración del IV Congreso de la Lengua Española en Cartagena de Indias. Urango participó bajo la línea temática "Pensamiento: Lengua Española, de 1936 a 2006. Unidad y Diversidad" con el ensayo: Cambio de generación o degeneración. Un ensayo sociolingüístico de la relación lengua-edad.
En mayo de 2011, en el marco de la Feria del Libro de Bogotá, lanzó su más reciente obra literaria titulada Versos que cuentan: narrativas en la música de acordeón del Caribe colombiano, publicado por la editorial Pluma de Mompox, como parte de la Colección "Voces del Fuego". Con esta obra ganó la convocatoria nacional de documentales audiovisuales "Corte colombiano", en 2012, organizado por la Comisión Nacional de Televisión, el Canal Zoom y la Universidad del Norte.
En 2016, fue finalista del Concurso Hispanoamericano de Ensayo sobre el medio ambiente, organizado por la Universidad de Costa Rica, con el texto "Cuando el cielo era un libro abierto".
En 2020, participó como guionista e investigador del documental "De la Sabana al Valle", como parte de la convocatoria de productos audiovisuales financiados por el canal regional Telecaribe.
Urango es un reconocido investigador de la música de acordeón del Caribe colombiano, la cual promociona en el programa dominical Música del patio de la emisora universitaria UdC Radio. Además ha sido jurado y conferencista en los más destacados festivales musicales de la región Caribe colombiana.
Así mismo, Urango ha trabajado en otras instituciones de educación superior como la Universidad Jorge Tadeo Lozano, Universidad Tecnológica de Bolívar y la Corporación Universitaria del Caribe -IAFIC-. También ha laborado como docente en diversos diplomados y en programas de especialización y maestría del Caribe colombiano. Se desempeñó como Coordinador Académico General y Vicerrector Académico encargado de la Universidad de Cartagena.
En 2016, se vinculó como Director de Cobertura Educativa de Cartagena de Indias y se ha desempeñado como Secretario de Educación encargado de esta ciudad.

## Obras
- Fragmentos De Una Ciudad Que Empieza A Dormir. Casa Editorial, 28 de febrero de 2007 - 60 p. ISBN 978-958-98127-0-9, ISBN 958-98127-0-8
- Versos que cuentan: narrativas en la música de acordeón del Caribe colombiano. Ediciones Pluma de Mompox, 2011 - 220 p. ISBN 9588375355, ISBN 9789588375359
- «Cuando el cielo era un gran libro». Ingeniería: Revista de la Universidad de Costa Rica 26 (1). 2016. pp. 39-45.